# Sántha Lajos (tanító)
Sántha Lajos (Bussa, 1849. november 3. – Budapest, 1917. június 5.) igazgató-tanító.

## Életútja
Sántha János gazda és falusi bíró (Sántha Mihály plébános-írónak testvérbátyja) és Holczmann Terézia fia. A gimnázium I. osztályát Selmecen, a II-IV. osztályt Vácon a kegyesrendieknél, a tanítóképzőt (1867-69.) Esztergomban végezte. Mint segédtanító először Kisterennére került, de hat hónap múlva Rimaszombatba választották meg; innét azonban fél év múlva, 1870. október 1-jén Pestre került Röser Miklós tanintézetébe, ahol a kereskedelmi iskolával kapcsolatos hat osztályú elemi iskola vezetését vette át. Csak három hónapig maradt itt, mivel Pest város tanácsa 1871. januárban községi tanítónak választotta meg, mely minőségben öt évig Kőbányán, egyig az Érsek utcai iskolában, nyolc évig a Wesselényi utcaiban működött. 1885. december 1-jén a székesfőváros tanácsa a Kazinczy utcai iskola vezetésével bizta meg, míg 1896-ban a Nyár utcában épült elemi és ipartanonc iskolába került igazgatónak. 1876-ban a budapesti VI. kerületi polgári iskolában a Pestalozzi-ünnepélyen humorisztikus felolvasást tartott; ugyanekkor a népnevelők budapesti egyletének jegyzője, majd titkára, később pedig elnöke lett. Ettől fogva számos cikket, tárcát írt az egyesület Népnevelők Lapjába. 1884-ben megválasztották a budapesti tanítók segélyegyesülete titkárának, később az egyesület alelnökének, Verédy Károly halála után pedig (1906. szeptemberben) id. elnök lett. Tanulmányi célból 1900-ban meglátogatta a párizsi világkiállítást. 1904-ben a székesfővárosi tanítóság a törvényhatóság közoktatási bizottságába képviselőül választotta. 1905-től a budapesti V. és VI. kerületi népoktatási intézetek felügyeletével bizatott meg. Negyven esztendőt töltött a főváros szolgálatában. A főváros első szakfelügyelője, a Budapesti Tanítók Segélyző Egyesületének elnöke, majd tiszteletbeli tagja volt. 68 éves korában hunyt el szívhűdésben. Felesége Rakita Jolán volt.
Irodalmi működését még kőbányai tanító korában kezdte meg a Népnevelők Lapjában és az élclapokban, leginkább Claudus álnév alatt; írt a Rill József Magyar Paedagogiai Szemléjébe, a Pesti Naplóba is.
Cikke a Magyar Paedagogiai Szemlében (1882. Tanítók és drámaírók.)

## Munkái
- Mécsvilágok. A tanítói életből merített rajzok és elbeszélések. Bpest, 1890. (Ism. Néptanítók Lapja.)
- Jelentés a budapesti tanítók segélyegyesülete 1890-1892., 1903-1905. évi működéséről. Uo. hat füzet.
- Számolókönyv a népiskolák II-VI. osztályai számára. Írta több fő- és székvárosi tanító. Öt részben. (1906-ban a II. 7-dik, III. 6., IV. 5., V. 4., VI. 3. kiadásban.) Uo. 1894.
- Budapest székesfővárosi VII. ker. nyárutczai iskola könyvtára. Uo. 1898.

Szerkesztette a budapesti tanítók segélyegyesületének Évkönyveit és az Emléksorok a koronázás évfordulójára 1894. c. albumot.